# Pristaniške kapetanije Republike Hrvaške
Pristaniške kapetanije (hrvaško: Lučke kapetanije), imenovane tudi luške kapetanije, so civilne uprave hrvaškega ministrstva za morje, promet in infrastrukturo s pooblastili za nadzor plovbe v notranjih in teritorialnih vodah Republike Hrvaške, iskalne akcije in reševanja na morju, inšpekcijske preglede plovbne varnosti, inšpekcijske preglede pomorskega območja, registracij in izbrisov plovil ter organiziranje registra plovil. Dodatne naloge vključujejo vzpostavitev sposobnosti plovil za plovbo, merjenje tonaže ladij, izročitev plovbenih dokumentov, ocenjevanje pomorskih strokovnjakov itd.

## Čolni
- Čoln pristanišča Split, Pojišan.
- Patrulja na Hrvaškem v pristanišču Reka
- Patruljni čoln Vid na Hrvaškem
- Pristaniška ladja v Trogirju na Hrvaškem
- Pula